# مستشعر مقدمة الموجة
مستشعر مقدمة الموجة هو جهاز لقياس انحرافات مقدمة الموجة البصرية. 
توجد عدة أنواع من مستشعر مقدمة الموجة، ومنها:
- مستشعر شاك-هارتمان
- المستشعر المنحني
- المستشعر الهرمي
- مقياس تداخل المسار المشترك
- اختبار فوكو
- قص مقياس تداخل متعدد الأطراف
- اختبار رونشي
- قص مقياس التداخل

## اقرأ أيضًا
- بصريات مكيفة
- مقدمة موجة